# Gregor Fučka
Gregor Fučka (* 7. srpna 1971 Kranj) je slovinsko-italský basketbalista reprezentující Itálii. S italskou basketbalovou reprezentací vyhrál mistrovství Evropy v roce 1999 (byl zde vyhlášen nejužitečnějším hráčem turnaje) a získal stříbro roku 1997. V roce 2003 vyhrál s Barcelonou Euroligu, nejprestižnější klubovou soutěž Evropy. Třetí nejprestižnější pohár, FIBA EuroChallenge, vyhrál v roce 2007 se španělským klubem CB Sant Josep Girona. V roce 2000 byl vyhlášen nejlepším basketbalistou Evropy jak v anketě Mr. Europa, tak Euroscar.